# Jednosměrná pozemní komunikace

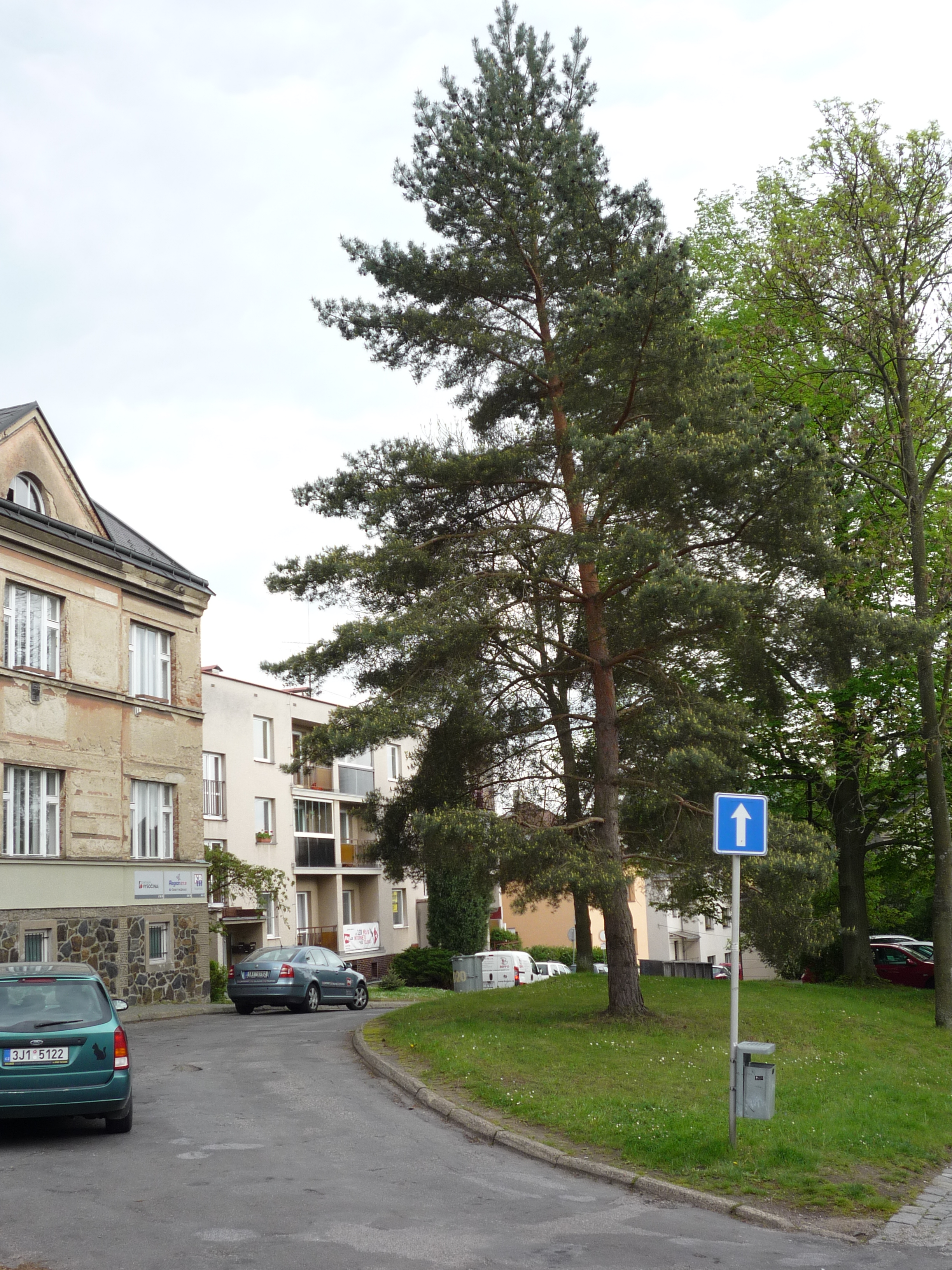
Jednosměrná ulice v Havlíčkově Brodě

Jednosměrná pozemní komunikace (zpravidla jednosměrná ulice, hovorově jednosměrka) je taková pozemní komunikace, po které se smí jet pouze v jednom směru; jet druhým směrem je zakázáno. Jednosměrné ulice se nacházejí převážně v sídelní zástavbě, výjimečně i mimo ni. Vyznačují se zejména buď na komunikacích tak úzkých a nepřehledných, že není možné bezpečné vyhnutí protijedoucích vozidel, nebo za účelem zvýšení počtu parkovacích míst v městských ulicích, nebo z důvodu vedení kapacitního dopravního tahu městskou zástavbou, kdy rozdělení směrů do dvou souběžných ulic supluje funkci směrově rozdělené komunikace. V blocích obytné zástavby bývá soustava jednosměrných ulic zřizována také za tím účelem, aby si těmito ulicemi nezkracovala cestu tranzitní doprava, nebo naopak zjednosměrněním může být zvýšena kapacita komunikací určených pro tranzit či sloužících jako obchvat (zjednosměrněním městských ulic byl vytvořen například Malý smíchovský okruh). 
Jednosměrné bývají také propojky, přivaděče a rampy na rozsáhlejších křižovatkách. Často bývají také značeny jednosměrné vjezdy, výjezdy a průjezdní trasy na parkovištích, u čerpacích stanic, odpočívadel, v parkovacích domech apod. 
Z definice jednosměrné jsou také části směrově rozdělených komunikací (dálnice apod.). Pro obousměrnou dopravu může být jednosměrný jízdní pás otevřen jen mimořádnou úpravou provozu (při stavebních pracích, odklonu od místa havárie apod.).

## Právní úprava v Česku
Na jednosměrné komunikaci je obecně zakázáno otáčení a couvání. Couvat se smí, jestliže je to nezbytně nutné. Zastavit a stát se na jednosměrné komunikaci smí na obou stranách, pokud jsou splněny ostatní podmínky, například zachování průjezdné šířky vozovky, a pokud zastavení a stání není zakázáno. Zatímco při stání na obousměrné komunikaci je nutno ponechat volný alespoň jeden jízdní pruh široký nejméně 3 m pro každý směr jízdy, na jednosměrné komunikaci postačí ponechat pouze jeden takový jízdní pruh. Při odbočování z jednosměrné komunikace doleva se řidič řadí k levému okraji vozovky.
V Česku existují dvě tvarové varianty dopravní značky označující vjezd na jednosměrnou komunikaci. Jedna značka je ve tvaru modrého čtverce s bílou šipkou směřující nahoru (značka IP 4b), možné je též úzká obdélníková varianta (IP 4a), která vychází ze staršího provedení dopravní značky a je vhodná pro případy, kdy činná plocha značky je umístěna rovnoběžně s osou vozovky. Tyto značky označují správný směr, kterým lze do ulice vjet. V opačném směru je jednosměrná komunikace označena kruhovou zákazovou značkou s bílým vodorovným pruhem v červeném poli (značka B 2). Tato značka zakazuje řidičům vjet do ulice v nesprávném směru.
Dodatkovou tabulkou může být nějakým vozidlům povolen vjezd do jednosměrné komunikace v protisměru, taková výjimka je pak v obou směrech značena dodatkovou tabulkou pod dopravní značkou. Speciální dodatkové tabulky existují pro vyznačení povoleného provozu cyklistů v protisměru (E 12a, E 12b). V takovém případě zpravidla bývá protisměrný pruh pro cyklisty vyznačen na vozovce i vodorovným dopravním značením, čímž je zpravidla zároveň vyloučeno zastavení a stání vozidel ve správném směru po levé straně. 
Na křižovatkách s jednosměrnými komunikacemi se také často používají značky B 24a a B 24b (zákaz odbočení vpravo či vlevo), případně značky přikázaného směru jízdy (C 2). Jednosměrná komunikace může být také doprovodně vyznačena vodorovným značením V 9a (směrová šipka), např. na parkovištích.
V souvislosti s případy vjetí dezorientovaného řidiče na dálnici apod. v protisměru byla roku 2019 neformálně zavedena informativní značka „Stop – protisměr“, obsahující na zvýrazňujícím podkladu symbol zákazové značky B 2 kombinovaný se symbolem napřažené dlaně a textem.
Specifickým případem jednosměrné komunikace je kruhový objezd. V typickém případě je tvořen kruhovou vozovkou, avšak může mít i tvar čtvercový, obdélníkový, víceúhelníkový, oválný nebo nepravidelný. Kruhový objezd se na vjezdech označuje speciální dopravní značkou. 

## Galerie

Značka IP 4b „Jednosměrný provoz“, informující řidiče, že po komunikaci je povolena jízda pouze v tomto směru
Značka B2 „Zákaz vjezdu všech vozidel“ osazovaná z opačného konce jednosměrné ulice, zakazuje řidičům vjet na dopravní komunikaci v protisměru
Dodatková tabulka E12a, umístěná pod značkou IP 4b upozorňuje, že cyklisté mají povoleno jet v protisměru
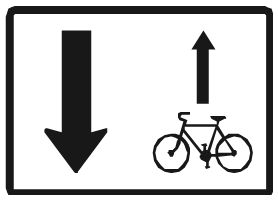
Dodatková tabulka E12b, pod značkou B2 informuje cyklisty, že mají povoleno vjet do ulice z protisměrné strany
Značka „Stop – protisměr“, sloužící ke zdůraznění zákazu vjezdu v protisměru, osazovaná zejména na výjezdech z dálnice. Variantou nápisu „protisměr“ je formulace „jste v protisměru“